# Église Saint-Martin (Worms)
Pour les articles homonymes, voir Église Saint-Martin.
L'église Saint-Martin (Martinskirche) est l'un des édifices religieux les plus importants dans la vieille ville de Worms. Il s'agit d'une basilique à trois nefs située place St Louis (Ludwigplatz), dans le nord de la ville. Elle est dédiée à saint Martin de Tours, un soldat romain du IVe siècle. Selon la légende, l'église se dresse à la place de la prison où le saint avait été jeté en raison de son refus de combattre.